# Ant (producer)
 For alternative betydninger, se Ant. (Se også artikler, som begynder med Ant)
Ant (født Anthony Davis) er producer for rapgruppen Atmosphere og for andre Rhymesayers Entertainment kunstnere.
Han producerede sit første album for Musab, hvilket gjorde ham kendt. For nylig udgav han en serie af albums kaldet Melodies & Memories, der har forskellige remixes af kendte sange fra 70'erne og 80'erne.
Selv om han har producet Atmospheres materiale i lang tid, har Mr. Dibbs indtil videre været gruppens dj. Dette ændrede sig på den sidste tour, hvor Ant tog en større del i de liveshows, gruppen spiller.